# Franco Mazzini
Franco Mazzini (Parabiago, 19 ottobre 1919 – 13 gennaio 2003) è stato uno storico dell'arte italiano.

## Biografia
Si diplomò all'Accademia di belle arti di Brera seguendo il corso di decorazione, e nel 1944 si laureò all'Università degli Studi di Pavia.
Dal 1945 al 1950, terminati gli studi, insegnò Storia dell'Arte al Liceo del Libro di Urbino, ottenendo l'abilitazione all'insegnamento della medesima materia in tutti i licei italiani. 
Partecipò al concorso per Ispettori storici dell'arte nelle diverse Soprintendenze ottenendo l'incarico dall'ottobre del 1950 a Milano, e dal 1966 a Torino con l'incarico di Soprintendente ai beni artistici e storici della regione Piemonte, incarico che mantenne fino al 1977.
Contemporaneamente nel 1960 ottenne la Libera docenza in Storia medioevale e moderna presso Università Cattolica del Sacro Cuore, dove insegnò in alcuni corsi liberi, diventandone docente nei corsi di perfezionamento in storia dell'arte, e dal 1987 docente di Storia delle tecniche artistiche e di Storia e teoria del restauro all'Accademia Carrara di Bergamo dal 1981.
Il problema dei restauri e del recupero sono stati gli argomenti che maggiormente il Mazzini curò scrivendo diversi trattati e intervenendo in numerosi convegni e seminari, in particolare lo studio della tecnica dello strappo e il successivo ricollocamento dei dipinti murali.. 
Mantenne sempre vivi i rapporti con Urbino, la prima città che lo vide insegnante, e nel 1982 con il libro I mattoni e le pietre di Urbino  ottenne il Premio letterario Frontino Montefeltro, e il Premio Salimbeni per la storia e la critica d'arte nel 1983.
Durante la sua lunga carriera, numerose furono le sue pubblicazioni riguardanti i suoi studi sulle ricerche artistiche, conoscenze che gli permisero di curare la pubblicazione del Iº e del IIº volume del XV secolo dell'opera dei Pittori Bergamaschi.
Nel 2007 la famiglia Mazzini donò alla Fondazione Cochetti i 1800 volumi appartenenti allo storico dell'arte.

## Opere
Alcuni dei suoi seminari e pubblicazioni:
- Come si interpreta il programma di disegno, vol. 2, Scuola e vita, 1945.
- Attualità di un Istituto d'Arte, vol. 8-9, Scuola e vita, 1946.
- Saper vedere e moralità di un'opera d'arte, vol. 6, Scuola e vita, 1948.
- Ambrogio da Fossano detto il Bergognone, vol. 6, Brescia, Scuola e vita, 1948.
- Recensione a Wittengs e Gengaro testo atlante di storia dell'arte, vol. 8, Scuola e vita, 1950.
- In margine alla recensione dei testi di Storia dell'Arte, vol. 10, Scuola e vita, 1950.
- Il restauro degli affreschi del Foppa nella cappella éPortinari in sant'Eustorgio, Bollettino dell'Arte, 1951.
- Alla nostra di Sciaffusa si parlava italiano, L'Italia, 1951.
- Resti di un ciclo senese treventesco in San Domenico, Bollettino dell'Arte, 1952.
- Mostra personale di Carlo Ceci, Emporium, 1953.
- Fortuna storida di Raffaello nel Cinquecento, IV-VI, Il Rinascimento, 1953-1955.
- Un affresco inedito e il primo tempo di Michelino de Besozzo, I, Arte Lombarda,  pp. 77-78.
- Contributo-Catalogo fra Galgario e il Settecento in Bergamo, Milano, 1955.
- Maniera di Gaudenzio Ferrari a Saronno, III, Arte Lombarda, 1956,  77-78.
- In margine alla mostra di Fra Galgario e del settecendo in Bergamo, II, Arte Lombarda, 1956,  pp. 198-200.
- Contributi in Dipinti restaurati dell'Ambrosiana Catalogo della mostra, Milano, 1956.
- Restauri di affreschi in Lombardia con notizia di opere poco note, II-III, Bolletrtino d'Arte, 1956-1957,  p. 183-189.
- La mostra di dipinti restaurati della Pinacoteca Ambrosiana, II, Bollettino d'Arte, 1957,  p. 185-188.
- La pittura del primo cinquecento, III, Milano, AA VV Storia di Milano, 1957,  p. 567-655.
- contributi in Arte Lombarda dai Visconti agli Sforza, Milano, 1957.
- Pittori del tre e Quattrocento alla mostra Arte lombarda dai Visconti agli Sforza, III, Arte Lombarda, 1958,  p. 130-131.
- Restauri a cura della Sovrintendenza alle Gallerie (museo di Lodi), III, Arte Lombarda, 1958,  p. 130-131.
- Affreschi del Tre e Quattrocento in Lombardia, Milano, 1958.
- Contributi alla pittura lombarda tardogotica, Londra, Strudies in the history of Art dedicated to Suida, 1959.
- Contributi in Mostra di opere d'arte restaurate, Mlano, 1960.
- Nota sugli affreschi degli Zavattari, Milano, 1960.
- La pittura in alta Italia e in Europa -La pittura in Europa. Il Quattrocento, Milano, 1960.
- Enrico Albrizzi, II, Dizionario Biografico degli italiani, 1960.
- Musei e gallerie di Milano, Milano, Editore Moneta, 1963?.
- Ambrogio Bevilaqua, II, Dizionario Biografico degli italiani, 1967.
- I mattoni e le pietre di Urbino, Urbino, Argalia editore, 1982.
- Stacco e ricollocamento di affreschi di masolino nel Battistero di Castiglione Olona.Le sinopie, n. 719, Arte Cristiana, 1987.
- Pittori bergamaschi dal XIII al XIX secolo, il Quattrocento, I, Bergamo, Poligrafiche Bolis, 1986.
- Pittura del uasttrocento nella diocesi di Milano, Milano, Dizionario della Chiesa Ambrosiana, 1990.
- Pittori bergamaschi dal XIII al XIX secolo, il Quattrocento, II, Bergamo, Poligrafiche Bolis, 1994.